# Partners in Crime (TV-serie)
Partners in Crime är en brittisk TV-serie från 2015. Serien i sex delar är baserad på Agatha Christies romaner Den hemlighetsfulle motståndaren från 1922 och N eller M? från 1941. Romanernas och seriens huvudpersoner, amatördetektiverna samt äkta paret Tommy och Tuppence, spelas av David Walliams och Jessica Raine. Handlingen har i serien flyttats fram till 1952, istället för romanernas samtida skildringar.
Det första avsnittet sändes på BBC One den 26 juli 2015. I Sverige har serien visats på TV4 och Sjuan samt av streamingtjänsten Acorn TV. Serien förnyades inte för en andra säsong av BBC.

## Karaktärer
Thomas (Tommy) Beresford (David Walliams), i 40-årsåldern, är en smart och logisk man vars affärsprojekt aldrig riktigt fungerar, precis som hans universitets- och armédagar aldrig var framgångsrika. Han försöker ta hand om sin livliga fru Tuppence och sin son George genom olika system för att tjäna pengar. Han inser inte att han inte har något sinne för affärer, men han har en förmåga att spionera och lösa brott i en värld full av dubbelagenter och lönnmördare under kalla kriget. Det är en farlig värld där Tommy blomstrar.
Prudence (Tuppence) Beresford (Jessica Raine) är en kvicktänkt, okuvlig kvinna med en tendens att hoppa utan att titta. Som dotter till en ärkediakon på landet, ett av fem barn, saknar hon den känsla av mening hon hade som sjuksköterska i kriget och kan inte nöja sig som hemmafru, trots sin kärlek till Tommy och deras son George. När hon får chansen att hjälpa den brittiska underrättelsetjänsten att försvara sitt land tar hon chansen att utsätta sig själv och sin mindre villiga make för fara.
Major Anthony Carter (James Fleet) är Tommys morbror och chef för "The Third Floor", en gren av den brittiska militära underrättelsetjänsten. Under kriget visste Carter vem fienden var, men nu på 1950-talet, är motståndaren en ny typ av spion. Carter försöker skydda sin olyckliga systerson Tommy och Tommys fru Tuppence, när de blir indragna i hans nya krig.
Albert Pemberton (Matthew Steer) är kemilärare och deltidsagent för Carter. Han träffade Tommy på sjukhuset medan han återhämtade sig efter att ha förlorat en hand när han arbetade för en bombröjningsenhet. Han hjälper Tommy och Tuppence när de behöver mer teknisk kunskap, och han njuter av deras äventyr.

## Produktion
Serien beställdes av Ben Stephenson och Charlotte Moore för BBC för att markera 125-årsdagen av Agatha Christies födelse. Bearbetningen producerades av Endor Productions i samarbete med Agatha Christie Productions.

### Tillblivelse
David Walliams och Hilary Strong (Agatha Christie Group) kontaktade Hilary Bevan Jones och Tom Nash (utvecklingsproducent) för Endor Productions med idén att återuppfinna Agatha Christie-karaktärerna Tommy och Tuppence Beresford. Walliams gillade tanken på en gift amatördetektivduo som käbblar om en död kropp.
Agatha Christie skrev berättelser om paret Beresford mellan 1922 och 1973, som skildrar Tommy och Tuppence från innan de gifte sig till sin ålderdom med vuxna barn. Det beslutades att serien skulle utspela sig på 1950-talet i samband med det kalla kriget, vilket skulle kunna göras för att passa Christies befintliga berättelser. De två utvalda romanerna, Den hemlighetsfulle motståndaren och N eller M?, gjordes vardera till tre entimmesavsnitt, totalt sex.

### Rollsättning
David Walliams, den drivande kraften och exekutiva producenten, spelar Tommy. Jessica Raine spelar Tuppence och fick rollen för sin förmåga att röra sig mellan drama och humor.

### Filmning
Skapandet av 1950-talets England ledde till inspelningar i centrala London, Essex, Buckinghamshire, Surrey, Oxfordshire, Kent, Hertfordshire och Norfolk. Didcot Railway Centre och North Norfolk Railway användes som tidstypiska järnvägsplatser. Cromer i Norfolk användes för sin kustlinje och pir och många orörda byggnader och gator i staden. Englefield House och övergivna industriella ödemarker vid Themsen. Det historiska varvet i Chatham användes för Londons gatuscener, och Fort Amherst i Kent användes som kusttunnlar.

## Rollista

### Huvudroller
- David Walliams - Tommy Beresford
- Jessica Raine - Tuppence Beresford
- James Fleet - Major Anthony Carter
- Matthew Steer - Albert Pemberton

### Gästroller
- Miles Roughley - George Beresford (avs. 1)
- Clarke Peters - Julius Hersheimmer (avs. 1–3)
- Alice Krige - Rita Vandemeyer (avs. 1–2)
- Paul Brennen - Lucky (avs. 1–3)
- Jonny Phillips - Whittington (avs. 1–3)
- Camilla Marie Beeput - Jane Finn (avs. 1–3)
- Madeline Appiah - Annette (avs. 1–3)
- Andrew Havill - James Peel (avs. 2–3)
- Ed Speleers - Carl Denim (avs. 4–6)
- Roy Marsden - Kommendör Haydock (avs. 4–6)
- Alyy Khan - Major Khan (avs. 4–5)
- Danny Lee Wynter - Gilbert Worthing (avs. 4–6)
- Christina Cole - Mrs Sprot (avs. 4–6)
- Aoife McMahon - Sheila Perenna (avs. 4–6)
- Pinar Ogun - Veronika Urbanowicz (avs. 4–6)
- Robert Hands - Frederick Minton (avs. 4–6)
- Issy van Randwyck - Elizabeth Minton (avs. 4–6)
- Tam Williams - Harrison (avs. 4–6)
- Hannah Waddingham - blond lönnmördare (avs. 4–6)

## Avsnitt
| Avsnitt | Titel                                      | Premiärdatum    |
| --- | ------------------------------------------ | --------------- |
| 1 | "Den hemlighetsfulle motståndaren – Del 1" | 26 juli 2015    |
| Året är 1952. Det gifta paret Tommy och Tuppence råkar ut för ett slumpartat möte på ett tåg i Paris med en upprörd ung kvinna vid namn Jane Finn, som plötsligt försvinner och aldrig återvänder till sin plats. Tillbaka i England är Tommy fokuserad på deras nystartade honungsverksamhet, men Tuppence är mycket mer bekymrad över den försvunna flickan. Hennes efterforskningar leder dem i kontakt med Tommys farbror och major Anthony Carter. Det visar sig att Jane Finn bar på en hemlig inspelning som potentiellt skulle avslöja identiteten på en legendarisk sovjetisk lönnmördare, endast känd som Mr. Brown, som Carter tror snart kommer att slå till i Storbritannien. Carter tror att Browns kumpaner måste ha kidnappat Jane - han kan bara hoppas att hon lyckades gömma inspelningen innan de kom till henne. Trots Carters försök att hålla dem borta från det, finner Tommy och Tuppence sig snart tvingade att infiltrera Browns gäng i hopp om att hitta Jane Finn och inspelningen och omintetgöra Browns nästa hit.                                                                                  |                                            |                 |
| 2 | "Den hemlighetsfulle motståndaren – Del 2" | 2 augusti 2015  |
| Tommy misstas för Drennan, ett kriminellt geni som ska gå med i Browns gäng från norr, och Tuppence anställs som hembiträde till en avdankad sopran, Rita Vandemeyer, som har misstänkta kopplingar till Brown, och parets utredningar av Brown blir djupare och farligare. Tommy försöker fly från nöjena i gängets sjaskiga Soho-håla tillräckligt länge för att leta efter Jane i dess mörka skuggiga hörn och bakrum, men han fångas och måste försöka återvända imorgon för att försöka igen... men den här gången kommer gänget att förvänta sig de 1 000 pund som Drennan skulle ha med sig. Ställda inför den ständigt ökande faran och Carters fortsatta obstruktion måste Tommy och Tuppence på något sätt hitta medel för att tillåta Tommys återinträde i Soho-hålan, lösa mysteriet med Ritas hemliga paket och, för sin egen säkerhet, försöka behålla sin täckmantel. |                                            |                 |
| 3 | "Den hemlighetsfulle motståndaren – Del 3" | 9 augusti 2015  |
| Tommy har fått ett jobb att göra för Brown med risk för att hans son George ska dö. Han måste stjäla en specifik fil framför näsan på major Carter på tredje våningen. Han lyckas med Tuppences hjälp, men de gottgör sig själva genom att lösa mysteriet med platsen för den hemliga inspelningen som kommer att identifiera Brown. Våra hjältar måste hitta Jane Finn och avvärja det potentiella mordet på en besökande amerikansk dignitär av oerhörd betydelse för den brittiska regeringen. |                                            |                 |
| 4 | "N eller M? – Del 1"                       | 16 augusti 2015 |
| Carter kommenderar Tommy för ett uppdrag som han måste hålla helt hemligt, till och med för Tuppence. Det finns en läcka på tredje våningen, och Tommy är den enda mannen Carter kan lita på. En brittisk vetenskapsman, Gilbert Worthing, som arbetade på en topphemlig prototyp för en atombomb, har försvunnit från en militärbas i Cromer tillsammans med sitt arbete. Allt Tommy vet är att gärningsmannen bor på det närliggande pensionatet Sans Souci och med största sannolikhet är en sovjetisk superspion med kodnamnet N... eller är det M? Tommy måste resa till Cromer förklädd till fågelskådare för att identifiera vilken gäst på Sans Souci som håller den brittiska regeringen som gisslan. Saker och ting blir ännu mer komplicerade när det visar sig att Tuppence, förfärad över att bli lämnad utanför, har hunnit före honom och redan har ställt sig in hos de andra gästerna. Men Tommy och Tuppence måste lära sig att samarbeta igen om de ska kunna identifiera den sovjetiska spionen, rädda den försvunna vetenskapsmannen och ta reda var den försvunna bomben finns innan halva Norfolk utplånas. |                                            |                 |
| 5 | "N eller M? – Del 2"                       | 23 augusti 2015 |
| Tommy och Tuppence vänder sin uppmärksamhet mot sina medpassagerare i Sans Souci för att hitta den potentiella atombombstjuven. Tommy har ögonen på Carl Denim, en skum ung beatnik som älskar att flirta (särskilt med Tuppence) och tillbringar mycket oförklarlig tid runt kusten, medan Tuppence är övertygad om att den skyldige är Mrs. Sprot, en glamorös och sensuell kvinna, tydligen gift, men reser ensam. Sprot var säkert i Khans rum, men var det för att dölja deras affär eller det faktum att hon är N? Det finns så många potentiella misstänkta och återvändsgränder att Tommy och Tuppence inte kan låta bli att korsa sina trådar och sänka garden... och det är Tommy som av misstag hamnar i lejonets kula. |                                            |                 |
| 6 | "N eller M? – Del 3"                       | 30 augusti 2015 |
| Det visar sig att Gilbert lyckades gömma en viktig nyckel till sin apparat innan han tillfångatogs, och att utan den är bomben som N har stulit värdelös. När N får tag på nyckeln hamnar Tommy och Tuppence återigen i ett hörn. Med Carters hjälp måste de komma på sin mest ambitiösa och riskfyllda plan för att rädda livet på tusentals oskyldiga brittiska medborgare. |                                            |                 |

## Mottagande
Ellen E Jones skrev i den brittiska tidningen The Independent på söndagen: "En del av den njutbara komforten med Christie på TV är de tidstypiska detaljerna och BBC har klarat av detta med mycket mer visuell känsla än ITV någonsin lyckats med". Jones fann att Walliams och Raine "strålade lika klart som Cary Grant och Eva Marie Saint, eller James Stewart och Kim Novak; det är bara synd att deras interaktioner inte brusar med samma sexuella kemi", men tillade: "Åtminstone är de två huvudrollsinnehavarna individuellt älskvärda". Hon noterade också "en lovande uppsättning bifigurer".
I The Daily Telegraph hånade Michael Hogan handlingen i det andra avsnittet och skrev: "Lås dyrkades, skrivmaskiner kastades genom fönster och en snabb flykt gjordes ner i ett stuprör. Det här var Scooby-Doo-grejer. Den ryske lönnmördaren skulle ha kommit undan med det om det inte vore för de där irriterande britterna". Men han fann också att "Walliams prestation var mindre dämpad än i förra veckans öppningsmatch, då han spelade rakt och till slut blev grundligt överglänst av Raine. Här var de mer jämbördiga", och avslutade: "Det här må vara fjäderlätt mat, men ibland är vackert producerad historisk underhållning bara biljetten för en söndagskväll – se även Downton Abbey. Partners in Crime's imponerande tittarsiffror (6,5 miljoner förra veckan) tyder på att den kommer att hålla många av oss klara sig fram till Downtons återkomst i höst. bra show".
Irish Independents Pat Stacey var mindre imponerad och sa: "När hjälten och hjältinnan i ditt mysteriedrama är ett fint gift par från 1950-talet som heter Tommy och Tuppence Beresford, är du förmodligen redan halvt förlamad. När Tommy spelas av David Walliams kan man lika gärna investera i ett par kryckor. Jessica Raine är bra som den deckarberoende Tuppence [...] men Walliams är grovt felcastad. Man tror aldrig för en sekund att dessa två skulle kunna vara gifta och ha en liten son. Walliams är skyldig att hantera en rak dramatisk roll, men underspelar den till passivitet hälften av gångerna. När han inte gör det, svänger han för långt åt andra hållet, vilket gör Tommy till den typ av svagt svag, tafatt fumlare som inte kunde undersöka sig in genom sin egen ytterdörr." På det hela taget fann Stacey: "Det går inte an att granska handlingens osannolika språng. Liksom Hitchcocks En dam försvinner och De 39 stegen, som den båda på ytan liknar, är Partners in Crime tänkt att vara ett skramlande, gammaldags bra nöje. Problemet är att den knarrar mer än den skramlar, och lunkar tankfullt från den ena ansträngda scenen till den andra."